# Corupție
| 90–99 80–89 70–79 60–69 50–59 | 40–49 30–39 20–29 10–19 0–9 | Fără date |

Indicele de Percepție a Corupției în Țări (2023)

Corupție se numește un abuz, activ sau pasiv, al funcționarilor publici (fie numiți, fie aleși), în scopul obținerii de avantaje financiare private sau de alte beneficii.
Corupția reprezintă folosirea abuzivă a puterii publice, în scopul satisfacerii unor interese personale sau de grup. Ca act antisocial, corupția este foarte frecvent întâlnită în societate și este deosebit de gravă deoarece favorizează interesele unor particulari, mai ales în aria economică, afectând interesele colective prin: însușirea, deturnarea și folosirea resurselor publice în interes personal, ocuparea unor funcții publice prin relații preferențiale, încheierea unor tranzacții prin eludarea normelor morale și legale.
Corupția vizează un ansamblu de activități imorale, ilicite, ilegale realizate nu numai de indivizi cu funcții de conducere sau care exercită un rol public, ci și de diverse grupuri și organizații, publice sau private, în scopul obținerii unor avantaje materiale sau morale sau unui statut social superior prin utilizarea unor forme de constrângere, șantaj, înșelăciune, mituire, cumpărare, intimidare.
Printre cauzele care favorizează apariția corupției se regăsesc și: slăbirea autorității statului datorită ineficienței instituțiilor acestuia, degradarea nivelului de trai al indivizilor, lipsa unor valori sociale însoțită de alterarea respectării principiilor morale, lipsa unei reforme la nivelul instituțional și legislativ care să fie în concordanță cu condițiile socio-economice.
În Republica Moldova, Legea Nr. 90 din 25.04.2008 cu privire la prevenirea și combaterea corupției definește corupția ca orice folosire ilegală de către o persoană cu statut public a funcției sale pentru primirea unor foloase materiale sau a unui avantaj necuvenit pentru sine sau pentru o altă persoană contrar intereselor legitime ale societății și ale statului ori acordare ilegală a unor foloase materiale sau avantaje necuvenite unei alte persoane.

## Niveluri de corupție
Corupția poate avea loc la diferite scări. Există corupție care apare ca mici favoruri între un număr mic de persoane (mica corupție), corupția care afectează guvernul la scară largă (marea corupție), cât și corupția care face parte din structura de zi cu zi a societății (corupția sistemică), inclusiv corupția care permite existenta unor rețele de crimă organizată.

### Mica corupție
Prin mica corupție se înțelege acel sector din corupție care nu aduce atingere intereselor majorității indivizilor unui stat. În această categorie poate fi inclusă corupția unui cadru medical, a unui funcționar, etc care prin deciziile lor favorizează un individ sau grup de indivizi în detrimentul altora, dar acest gen de nedreptate este limitată în timp și spațiu.

### Marea corupție
Prin marea corupție se înțelege corupția la nivel înalt a unui funcționar, demnitar, etc. Acest gen de corupție are ca și caracteristică principală efectul asupra întregului stat și a indivizilor care îl compun. Urmările acestui gen de corupție se pot traduce în costuri directe sau indirecte care vor fi suportate într-un final de toți contribuabilii.
Sistemul guvernamental din multe țări este împărțit în ramurile legislative, executive și judecătorești în încercarea de a furniza servicii independente care sunt mai puțin supuse marea corupție din cauza independenței lor unul față de celălalt.

### Corupție sistemică
Corupția sistemică (sau corupția endemică) este corupția pe care se datorează în primul rând punctelor slabe ale unei organizații sau a unui proces. Acesta poate fi în contrast cu funcționari sau agenți care acționează corupt în mod individual în cadrul sistemului.
Factorii care încurajează corupția sistemică includ conflictele de interese, puterile discreționare, puterile monopoliste, lipsa de transparență, salariile mici și o cultură a impunității. Printre actele specifice de corupție se numără luarea de mită, șantajul, și deturnarea de fonduri, într-un sistem în care "corupția devine regula, mai degrabă decât o excepție". Oamenii de știință disting între corupția sistemică centralizată și descentralizată, în funcție de nivelul din stat sau din guvern la care are loc actul de corupție; în unele țări precum statele post-sovietice ambele tipuri au loc.

## Corupția din diferite sectoare

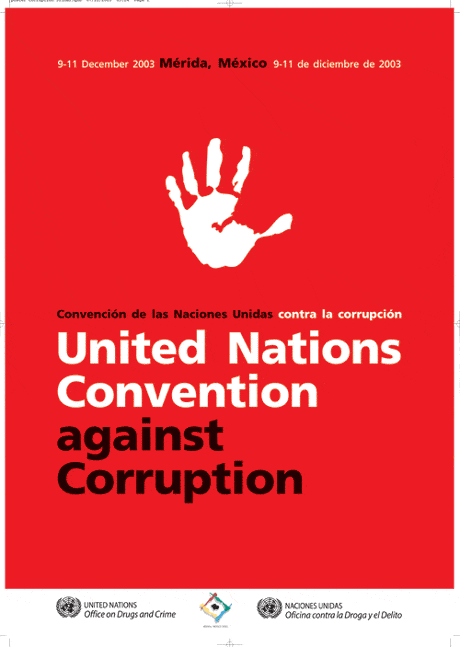
Convenția Națiunilor Unite împotriva corupției

Corupția poate apărea în multe sectoare precum administrații publice, companii private sau chiar ONG-uri. Cu toate acestea, numai în instituțiile controlate în mod democratic, există un interes al publicului (proprietar) să dezvolte mecanisme interne de combatere a corupției.

### Guvernul și sectorul public
Corupția din sectorul public include corupția proceselor politice, a agențiilor guvernamentale precum poliția cat și corupția proceselor de alocare a fondurilor publice pentru contracte, subvenții și angajare.

### Corupția politică
Corupția politică este abuzul de putere publică, de funcție sau de resurse ale oficialilor guvernamentali pentru câștig personal, pentru deturnare de fonduri, solicitare sau oferire de mită. De asemenea, este considerat corupție politică actul unor oficiali de a se menține în funcții prin schimbarea abuziva a unor legi. Studiile sugerează că fenomenul corupției poate avea și consecințe sociale - cetățenii cărora li se cere mită sunt mai puțin probabili să se identifice cu țara sau regiunea lor de origine.

### Corupția din forțele de poliție
Corupția din organele de poliție reprezinta un abuz de funcție pentru obținerea de beneficii financiare, câștiguri personale sau avansare în carieră. Aceste abuzuri pot urmării blocarea unei anchete sau un arest selectiv. O formă comună de corupție a poliției este solicitarea sau acceptarea mitei pentru a nu raporta rețele de traficanți de persoane, droguri sau alte activități ilegale.
Un alt exemplu îl reprezintă încălcarea de către agenți de poliție a codul de conduită, în scopul de a asigura condamnări pentru anumiți suspecți - inclusiv prin utilizarea probelor falsificate. Mai rar, anumiți ofițeri de poliție pot participa ei înșiși în rețele de crimă organizată. În cele mai multe orașe există departamente speciale pentru a investiga corupția internă a poliției sau greșelile de anchetare.

### Corupția judiciară
Corupția judiciară se referă la abateri ale judecătorilor legate de corupție, prin primirea sau darea de mită, condamnarea necorespunzătoare a criminalilor condamnați sau judecarea argumentelor în mod părtinitor. Corupția guvernamentală a justiției este prezentă în multe țări în curs de dezvoltare, deoarece bugetul este aproape complet controlat de către executiv. Acesta din urmă subminează separarea puterilor în stat, deoarece creează sistemului judiciar o dependență financiară critică. Buna distribuire națională a cheltuielilor guvernamentale privind sistemul judiciar este subiectul economiei constituționale. Corupția din sistemul judiciar poate fi folosită de guvernul de la putere și pentru a oprima partidele de opoziție în detrimentul cetățenilor.
Este important să se facă distincție între două metode de corupție a sistemului judiciar: guvernul (prin planificări bugetare și diverse privilegii) și mediul privat. Corupția din mediul judiciar poate fi dificil de eradicat complet, chiar și în țările dezvoltate.

### Corupția din sistemul educațional
Corupția în sistemul de educație este un fenomen la nivel mondial. Corupția în sistemul de admitere la universități este considerată în mod tradițional ca fiind una dintre zonele cele mai corupte din sectorul educației. Încercări recente în unele țări precum Rusia și Ucraina de combatere a corupției educaționale, prin eliminarea examenelor de admitere universitare și introducerea testelor computerizate gradate și standardizate au eșuat în mare măsură. Unele regimuri autoritare încurajează corupția și controlează politic instituțiile de învățământ, în special în timpul campaniei electorale.
În unele țări, precum anumite țări din Europa de Est și din Asia, corupția apare frecvent în universități. Acest lucru poate include luarea de mită pentru a ocoli procedurile birocratice, trecerea examenelor sau mărirea notelor. Dorința de a se angaja în actul de corupție scade dacă indivizii percep mita ca pe o încălcare a normelor sociale și dacă se tem de sancțiuni precum pierderea funcției.

### Corupția în religie
Istoria religiei cuprinde numeroase exemple de lideri religioși care atrag atenția asupra corupției care din practicile religioase și instituțiile din timpul lor. Profeții evrei Isaia și Amos critică consiliul rabinic al Iudeii Antice pentru că nu se ridica până la idealurile torei (cărțile sfinte ale lui Moise). [43] În 1517 Martin Luther acuză Biserica Catolică de corupție la scară largă, inclusiv datorita vânzării de indulgențe.
În 2015, profesorul Kevin M. Kruse de la Universitatea Princeton avansează teza că liderii de afaceri din anii 1930 și 1940 au colaborat cu clerici ai bisericii, inclusiv James W. Fifield Jr., ca aceștia să dezvolte și să promoveze o nouă abordare a scripturii care ar minimaliza evanghelia socială și s-ar concentra pe teme precum mântuirea individuală, care era mai potrivită pentru întreprinderile libere.
„Liderii de afaceri au lucrat mult timp la "comercializarea lor" prin însușirea religiei. Organizații precum Mobilizarea spirituală (Spiritual Mobilization) sau Fundația Libertăți (Freedoms Foundation) au legat capitalismul cu creștinismul și, în același timp, au asemănat statul social cu un păgânism lipsit de Dumnezeu. ”—Kevin M. Kruse , 

## Metode
În corupția sistemică și marea corupție, există metode multiple de corupție care sunt utilizate concomitent, având obiective similare.

### Mită
Mituirea implică utilizarea improprie a cadourilor și favoruri în schimbul câștigului personal. Acest lucru este, de asemenea, cunoscut sub numele de comisioane ilegale sau, în Orientul Mijlociu, de bacșiș. Mituirea este cea mai comună formă de corupție. Tipurile de favoruri oferite sunt diverse și includ bani, cadouri, favoruri sexuale, acțiuni ale companiei, divertisment, ocuparea forței de muncă sau beneficii politice. Scopul mituirii poate varia de la a oferi tratament preferențial unor persoane până la a trece cu vederea o crimă.
Darea de mită poate sa fie parte dintr-un proces mult mai generalizat de corupție, fiind folosită adesea pentru a acoperi furturi sau fraude. Luarea de mită poate face mai mulți oficiali susceptibili la șantaj sau extorcare.

### Delapidare, furt și fraudă
Delapidarea și furtul constau in însușirea sau folosirea ilegală de către un angajat a unor sume de bani aflate în gestiunea sau administrarea sa. Frauda poate implica și înșelăciune, pentru a convinge un proprietar sa își dea fondurile sau activele unor persoane neautorizate. Printre exemple se numără direcționarea greșită a fondurilor companiei în "societăți fantomă" (și apoi în buzunarele angajaților corupți), spălarea de bani ce provin din ajutoare externe, escrocherii și alte activități corupte.

### Extorcare și șantaj
În timp ce mita reprezintă utilizarea de stimulente pozitive pentru scopuri corupte, șantajul se folosește de elemente negative precum amenințări. Aceste amenințări pot include amenințări cu violență sau cu închisoarea precum și expunerea secretelor unui individ sau crime anterioare.
Exemple de șantaj includ: o persoană influentă amenință să meargă la mass-media în cazul în care nu primesc tratament medical rapid (în detrimentul altor pacienți), amenințarea un funcționar public cu expunerea secretelor lui/ei în cazul în care nu votează într-un anumit mod sau pretinderea de sume de bani în schimbul menținerii unui secret.

### Favoritism, nepotism și clientelism
Favoritismul, nepotismul și clientelismul implică favorizarea ilegală a unui prieten, membru de familie sau membru al unei asociații. Exemple ar include angajarea sau promovarea unui membru de familie sau membru al unui partid politic pentru un rol pentru care nu este calificat, indiferent de merit. Acest tip de corupție poate apărea și in companii sau firme, unde o persoană este angajată datorită legăturilor familiale sau de prietenie, în loc de criterii de merit și profesionalism. Unele companii au un cod de etică ce interzice nepotismul sau favoritismul, iar deciziile de angajare sunt luate de persoane care nu nicio legătură de familie sau de prietenie cu persoanele angajate.

### Networking în afaceri
Networking-ul în afaceri (din eng. Business networking) îl reprezintă acțiunile de socializare care au ca scop crearea de oportunități în afaceri, căutarea de parteneri de afaceri sau comunicarea unor informații. În procesul de căutare a unui loc de muncă, acest networking poate fi o modalitate eficientă de a obține un avantaj competitiv asupra altora. Ideea principală este de a cultiva relații personale cu eventuali angajatori care vor lua interview-uri sau decizii de angajare, în speranța că aceste afecțiuni personale vor influența deciziile viitoare de angajare. Networking-ul a fost descris ca fiind o încercare de a corupe procesele formale de angajare, care oferă tuturor candidaților în mod egal posibilitatea de a-și demonstra meritele. Networker-ul este acuzat de căutarea unor avantaje non-meritocratice față de alți candidați; Acest avantaj se bazează mai degrabă pe atașament personal decât pe o evaluare obiectivă a unui candidat. 

## Efectele economice ale corupției
Creșterea corupției este puternic asociată cu scăderea investițiilor private și, prin urmare, reduce rata de creștere economică.  În plus, corupția duce la creșterea inegalității sociale, ceea ce generează frustrare pentru cei defavorizați, și duce la scăderea nivelului de investiții, a locurilor de muncă sau a altor oportunități. 

## Cauze ale corupției

### Deficitul de informații
- Lipsa legislației ce oferă libertate de informare. În contrast, spre exemplu, Actul Indian privind Dreptul la Informații din 2005 este perceput că ar fi "generat deja mișcări de masă din toată țara și a dus la supunerea corupției letargice și schimbarea completă a unor jocuri de putere."[22]
- Absența unei prese locale de investigație.[23]
- Lipsa libertății de exprimare și a libertății presei.
- Lipsa unor instrumente de măsurare a corupției. De exemplu, sondajele periodice ale populației sau întreprinderilor, cu scopul de a cuantifica gradul de percepție a corupției, duc la creșterea gradul de conștientizare a corupției și la crearea presiunii necesare pentru a o combate. Acest lucru va permite, de asemenea, o evaluare a funcționarilor care luptă împotriva corupției și poate evidenția metodele utilizate de aceștia. A se vedea și indicele de percepție a corupției publicat de Transparency International.
- Paradisurile fiscale care își taxează proprii cetățeni și propriile companii, dar nu companiile străine și refuză să dezvăluie informațiile necesare pentru impozitare internațională. Acest lucru permite existența corupției politice și evaziunii fiscale la scară largă în țări străine.[24]

### Ineficiențe ale guvernului
- Nivel ridicat de birocrație și structuri administrative ineficiente [25]
- Lipsa unei societăți civile active și a organizațiilor neguvernamentale care monitorizează guvernul.
- Lipsa implicării cetățenilor în politică și prezența slabă la vot, în special la alegerile naționale, deoarece alegătorii se gândesc că fiecare vot are o greutate mică.
- Lipsa reformelor din administrația publică.
- Lipsa statului de drept.
- Un sistem judiciar care nu este independent, vezi independența judiciară și separarea puterilor în stat.
- Lipsa protecției avertizorilor de integritate.
- Lipsa de benchmarking, ce reprezintă evaluarea continuă și detaliată a procedurilor unui departament ce sunt apoi comparate cu alte departamente care fac lucruri similare, în special în comparație cu cei care fac cel mai bun lucru. Spre exemplu, organizația peruviană Ciudadanos al Dia a început să măsoare și să compare transparența, costurile și eficiența în diferite departamente guvernamentale din Peru. În fiecare an, cele mai bune practici au fost premiate și au primit multă atenție în mass-media. Acest lucru a creat o concurență între agențiile guvernamentale, în scopul de a-și îmbunătăți serviciile. [26]
- Folosirea de bani lichizi pentru efectuarea plăților, în loc de transferuri electronice, care sunt mult mai atent supravegheate și mai greu de ascuns.
- Fondurile publice sunt centralizate, în loc sa fie distribuite. De exemplu, dacă 1,000 de lei sunt deturnați de la o agenție locală, care are în total 2,000 de lei, este mai ușor de observat decât de o agenție națională cu fonduri de 2,000,000 de lei. A se vedea principiul subsidiarității.
- Investiții publice de proporții care nu sunt atent supravegheate de societatea civilă.
- Practici contabile slabe și neriguroase, inclusiv lipsa unor deadline-uri în managementul financiar.
- Salariile mici ale funcționarilor publici, care îi fac susceptibili la luare de mită.
- Licențe guvernamentale necesare pentru a desfășura o activitate, de exemplu, licențele de import, încurajează mita. Renunțarea la aceste documente nu ar mai oferi ocazia pentru diverse acte de corupție.
- Lipsa de legislație care obligă oficialii de rang înalt, funcționarii din stat sau directorii unor companii să fie schimbați periodic în alte funcții. Menținerea aceleiași persoane într-o funcție de conducere pe termen lung duce la crearea unor relații cu oficiali guvernamentali, ceea ce încurajează și ajută să acopere corupția și favoritismul. Mutarea periodică a acestor persoane în alte funcții ajută la evitarea unor astfel de relații. De exemplu, anumiți oficiali din guvernul francez (e.g. trezorierii) trebuie să se rotească o dată la câțiva ani.
- Campanii politice costisitoare, având cheltuieli peste limitele normale, mai ales atunci când sunt finanțate cu bani publici.
- Un singur grup sau o familie care deține principalele funcții politice sau guvernamentale. Lipsa de legi care interzic membrilor aceeași familii să lucreze în același departament sau să interacționeze în scop profesional, prevenind riscul unui conflict de interese.
- Interacțiunea dintre cetățeni și funcționari publici este ridicată. Scăderea acestei interacțiunii reduce posibilitățile de a comite acte de corupție. De exemplu, se poate folosi Internetul pentru a trimite aplicații la primărie, documente sau formulare fiscale, iar aceste documente pot fi procesate automat prin sisteme informatice. Acest lucru poate, de asemenea, mări viteza de procesare și posibilitatea de a face erori umane. A se vedea e-guvernare.

### Ineficiențe economice
- Prezența unui sector public mare, în care nu există competiție cu alte companii interne sau externe[25]
- Lipsa libertății economice[25]
- Nivel scăzut de integrare cu economia globală (i.e. globalizare)[25]
- Lipsa competiției pe piață[25]
- Drepturi scăzute de proprietate[25]
- Exploatarea și exportul unor resurse naturale abundente, ce au fost recent descoperite, pot încuraja corupția.[27]

### Condiții sociale
- Sărăcia[25]
- Prezența unor cercuri de interese închise care nu se preocupă decât de propria bunăstare.
- Structuri sociale centrate pe familie sau clanuri, unde nepotismul și favoritismul devin "tradiții" și sunt social acceptate.
- O economie bazată pe cadouri, înțelegeri informale sau conexiuni cu partidul de la putere, așa cum se proceda în perioada comunistă din Romania și Europa de Est.
- Lipsa de educație și rata ridicată de analfabetism în rândul populației[25]
- Cazuri frecvente de discriminare și intimidare în rândul populației.
- Crearea unui sistem în care o familie deține puterea. De exemplu, în sistemul politic din India, conducerea partidelor naționale și regionale sunt transmise din generație în generație.[28][29]
- Inegalitatea și discriminarea între sexe[25]
- Războaie sau alte forme de conflict ce se corelează cu o scădere a securității publice.
- Access scăzut la internet[25]

### Mass-Media
Cercetările recente au dovedit că libertatea presei este corelată cu reducerea corupției, conform unei analize a unui grup larg de țări. De asemenea, s-au prezentat dovezi care sugerează că direcția de cauzalitate pornește de la o libertate mai mare a presei către reducerea corupției. Un alt studiu a constatat că, în aproximativ 100 țări și în diferite state din SUA, creșterea numărului de cititori de ziar a condus la creșterea responsabilității politice și la reducerea corupției.
Snyder și Strömberg au găsit că, în SUA, "nepotrivirea dintre piețele de ziare și raioane politice reduce nivelul de acoperire al presei politice. ... Funcționarii care sunt mai puțin vizați de presa locală lucrează mai puțin pentru circumscripțiile lor și sunt mai putin probabili sa se prezinte ca martori înaintea unor audieri din congres. Cheltuielile federale sunt de asemenea mai mici în zonele în care se scrie mai puțin în presă despre membrii congresului."
Thomas Jefferson, unul dintre fondatorii Statelor Unite, susținea că:
„Guvernul caută să controleze libertatea și proprietatea privată a oamenilor. Nu există nicio garanție [pentru libertate și proprietate] ... fără informații. Doar atunci când presa este liberă, și fiecare om este capabil să citească, totul este în siguranță.”— Thomas Jefferson 

### Mărimea sectorului public
Cheltuielile publice de amploare sunt expuse la un risc ridicat de corupție precum nepotism, mită sau deturnare de fonduri. Reglementările complicate și arbitrare, precum și conduita oficială nesupravegheată nu fac decât să exacerbeze problema. Acestea sunt argumente pentru privatizare și dereglementare. În contrast, oponenții privatizării susțin că nu este neapărat adevărat, întrucât există țări, cum ar fi țările Nordice, cu un nivel scăzut sau chiar non-existent de corupție dar și cu sectoare publice mai mari. Aceste țări au în schimb o birocrație foarte scăzută, reglementări simple, care ușurează deschiderea și gestionarea afacerilor (conform indicelui "Ease of Doing Business"), precum și un stat de drept bine stabilit. Prin urmare, din cauza lipsei corupției ele pot rula mai eficient sectoarele publice. Studii recente care au în vedere atât mărimea cheltuielilor cât și complexitatea reglementărilor au constatat că, într-adevăr, țările democrate cu venituri mari dar cu sectoare publice care se măresc au niveluri mai ridicate de corupție.
Privatizarea, dar și alte activități economice cum ar fi în vânzarea de proprietăți guvernamentale, sunt expuse foarte mult la forme de corupție precum nepotism, favoritism sau clientelism. Privatizările ce au avut loc în România, Rusia, America latină sau în Germania de Est au fost însoțite de corupție pe scară largă în decursul vânzării unor companii de stat. Acele persoane care aveau conexiuni politice au câștigat pe nedrept averi imense, ceea ce a dus la pierderea încrederii pentru privatizare în rândul oamenilor. Cu toate acestea, studiile susțin că privatizarea a dus în timp la scăderea corupției în rândul acestor companii și la creșterea eficienței operaționale, și că corupția este mai răspândită în sectoarele non-privatizate. În plus, există dovezi care sugerează că activitățile neoficiale și extrajudiciare sunt mult mai răspândite în țările care au privatizat mai puțin.
În Uniunea Europeană se aplică principiul subsidiarității: un servici guvernamental este furnizat de către cea mai mică autoritate locală care îl poate oferi. Un exemplu ar fi distribuirea fondurilor europene de către macro-regiuni sau sub-regiuni. Această practică descurajează deturnarea de fonduri pentru că inclusiv sumele mici de bani vor fi ușor de observat. În schimb, într-o autoritate centralizată care gestionează sume mari de bani, lipsa unor sume mici de bani poate trece neobservată.

## Limitarea fenomenului
Fenomenul corupție nu poate fi definit ca fiind propriu doar anumitor forme de guvernare. Corupția este întâlnită atât în societățile democratice cât și în cele totalitare. Deși există o oarecare tendință de a considera un regim autoritar ca fiind capabil să elimine corupția, realitatea este că într-un astfel de regim corupția este parțial limitată, ea regăsindu-se în anumite cercuri privilegiate, fiind accesibilă anumitor grupuri de indivizi.
Limitarea fenomenului corupției, stoparea totală a fenomenului este considerată utopică, poate fi obținută prin mecanismul costurilor. Aceste costuri pot fi pecuniare sau sub forma recluziunii și au ca idee centrală indezirabilitatea efectuării unor fapte reprobabile datorită costurilor mari pe care trebuie să lă plătească un individ sau grup de indivizi atunci când faptele acestora sunt descoperite. Accentuând această idee, legiuitorul, din dorința de a descuraja un astfel de comportament, a definit corupția printr-o serie de fapte cu caracter penal.
R. Klitgaard postulează că corupția va avea loc în cazul în care câștigul corupt este mai mare decât pedeapsa înmulțită cu probabilitatea de a fi prins și judecat:
Câștigul corupt = Pedeapsa x Probabilitatea de a fi prins și judecat
Gradul de corupție va fi atunci o funcție de gradul de monopol și discreția în a decide cine ar trebui să ia și cât de mult pe de o parte, și gradul în care această activitate este responsabilă și transparentă pe de altă parte. Totuși, aceste ecuații (care ar trebui să fie înțelese într-un sens calitativ, mai degrabă decât un mod cantitativ) pare a le lipsi un aspect: gradul ridicat de monopol și discreție însoțite de un grad scăzut de transparență nu conduce în mod automat la corupție, dacă nu există o slăbiciune morală sau o insuficientă integritate. De asemenea, sancțiuni scăzute în combinație cu o probabilitate scăzută de a fi prins va duce la corupție doar în cazul în care oamenii au tendința de a neglija etica și angajamentul moral. Prin urmare, ecuația inițială Klitgaard a fost modificată de C. Stephan în:
Gradul de corupție = Monopol + Discreție – Transparență – Moralitate
Conform lui Stephan, dimensiunea morală are o componentă intrinsecă și una extrinsecă. Componenta intrinsecă se referă la o problemă de mentalitate, iar componenta extrinsecă la circumstanțe externe, cum ar fi sărăcia, remunerarea necorespunzătoare, condiții de muncă inadecvate, și proceduri inoperabile sau excesiv de complicate, care demoralizează oameni și îi fac să caute soluții "alternative".
Conform ecuației Klitgaard modificată, limitarea monopolului și a puterii decizionale a persoanelor de reglementare, și un grad ridicat de transparență prin supravegherea independentă de către organizațiile non-guvernamentale și mass-media, plus accesul publicului la informații fiabile, ar putea reduce problema. Orice aspecte extrinseci care ar putea reduce moralitatea ar trebui să fie eliminate. În plus, fiecare țară ar trebui să stabilească o cultură de conduită etică în societate cu guvernul ca un bun exemplu, în scopul de a spori moralitatea intrinsecă.

## Corupția în România

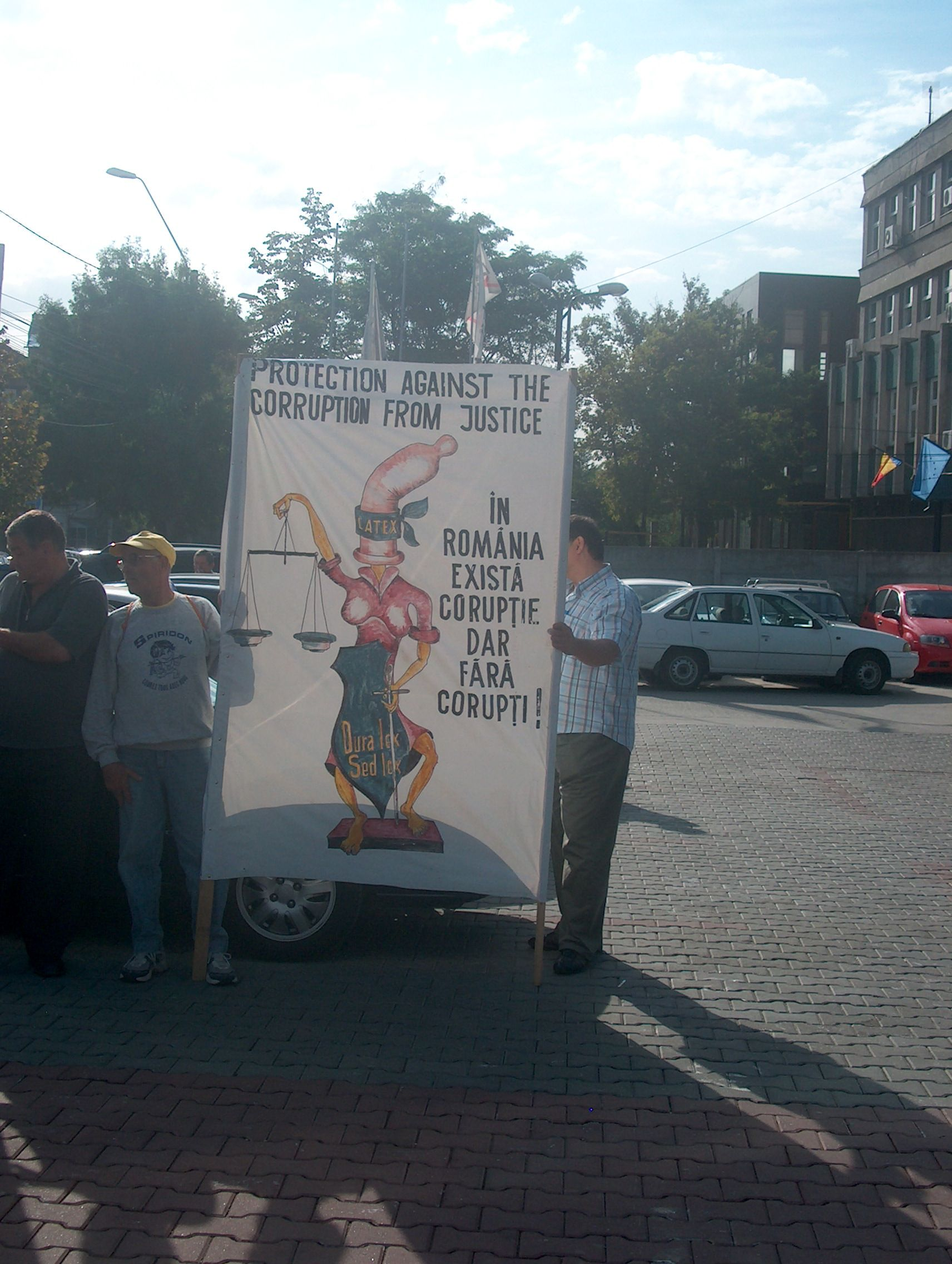
Manifestație împotriva corupției din Justiție în anul 2009

Prin Legea nr. 78/2000 pentru prevenirea, descoperirea și sancționarea faptelor de corupție menționează trei categorii de infracțiuni, anume:
a) infracțiuni de corupție: luarea și darea de mită, traficul de influență, primirea de foloase necuvenite;
b) infracțiuni asimilate celor de corupție: stabilirea unei valori diminuate a bunurilor aparținând operatorilor economici la care statul sau o autoritate a administrației publice locale este acționar, comisă inclusiv în cadrul acțiunii de executare silită, reorganizare sau lichidare judiciară; acordarea de credite sau de subvenții cu încălcarea legii sau a normelor de creditare; utilizarea creditelor sau a subvențiilor în alte scopuri decât cele pentru care au fost acordate; folosirea unei funcții de conducere într-un partid, sindicat sau patronat ori în cadrul unei persoane juridice fără scop patrimonial, pentru a obține foloase necuvenite etc.;
c) infracțiuni în legătură directă cu infracțiunile de corupție: tăinuirea bunurilor provenite din săvârșirea unei infracțiuni de corupție sau asimilate; spălarea banilor; abuzul în serviciu; bancruta frauduloasă; evaziunea fiscală; traficul de droguri; traficul de persoane ș.a.

## Legislația europeană
Conform legislatiei comunitare, statele membre iau măsurile necesare pentru ca actele menționate în continuare, săvârșite cu intenție în cadrul activităților profesionale, să fie considerate infracțiuni:
- (a) faptul de a promite, de a oferi sau de a da, direct sau prin intermediul unui terț, unei persoane care exercită o funcție de conducere sau o activitate de orice fel pentru o entitate din sectorul privat, un avantaj nemeritat de orice natură, pentru ea însăși sau pentru o terță persoană, cu scopul ca această persoană să îndeplinească sau să se abțină de la îndeplinirea unui act, cu încălcarea obligațiilor sale;
- (b) faptul că o persoană, în exercitarea unei funcții de conducere sau a unei activități, sub orice formă, pentru o entitate din sectorul privat, solicită sau primește, direct sau prin intermediarul unui terț, un avantaj nemeritat de orice natură, pentru ea însăși sau pentru o terță persoană, sau faptul de a accepta promiterea unui asemenea avantaj cu scopul de a îndeplini sau de a se abține de la îndeplinirea unui act, cu încălcarea obligațiilor sale.